# 共产党
共产党是指奉行共产主义意识形态以代表无产阶级的利益的名义而成立的政党。马克思列宁主义认为，共产党是无产阶级的有组织的先进部队，是无产阶级阶级组织的最高形式，是无产阶级专政的工具。最早的共产党被认为是1847年成立的共产主义者同盟。现在普遍指以共产主义和卡尔·马克思、弗里德里希·恩格斯对共产主义与资本主义的阐述为指导思想的政治团体，以将社会推向共产主义社会为最终目标。

## 共产党简史

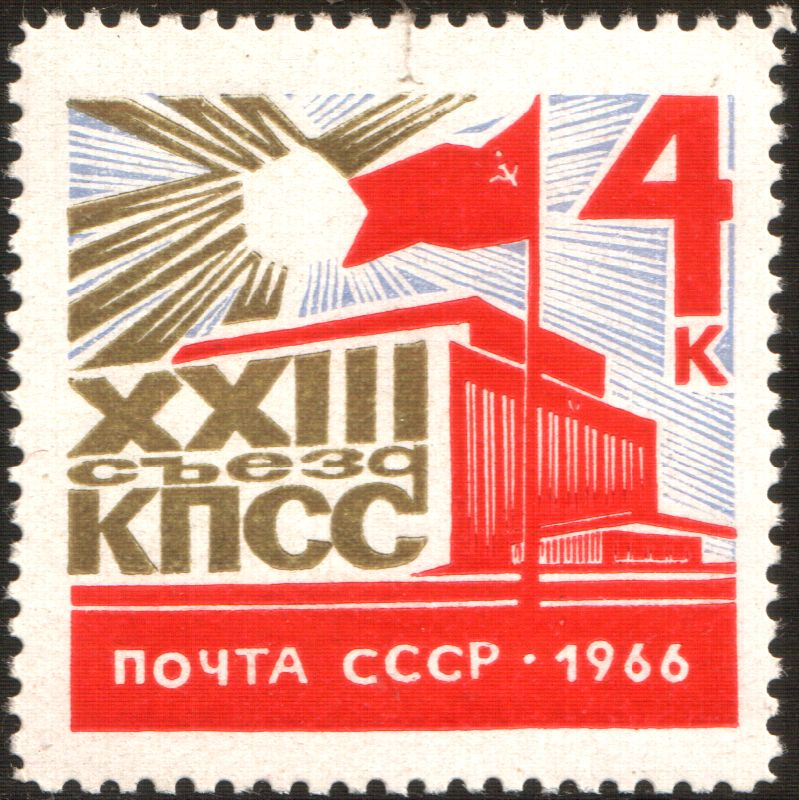
1966年的蘇聯共產黨郵票

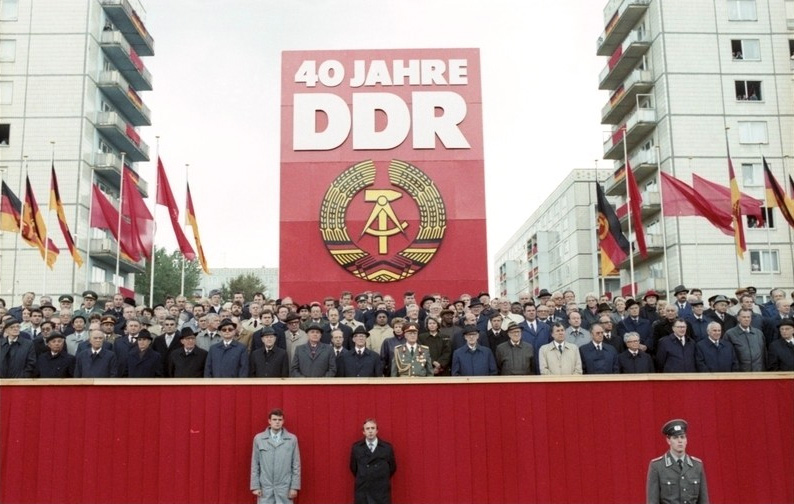
1989年的德国统一社会党集會

在20世纪，作为重要的政治力量，共產黨影响了世界，被共产党或者自我宣布为共产党性质的政党所统治的国家最多有25個。

### 早期至二戰
从共产党的诞生过程上来说，现有的大量共产党——特别是欧洲的共产党，起源于1920年代俄國社會民主工黨在当时的社会主义运动的一次大规模的分裂。这次分裂的原因是针对革命在达到社会主义过程中的必要性的争议。在这场争议中，支持以暴力革命方式的派别开始称呼他们自己为共产党，而支持以渐进、和平过渡方式达到社会主义的派别保持了原有的名字社会党或者社会民主党。
这两个派别的分裂在之后的年代日益发展和加深。共产党坚定地支持“马克思列宁主义”，1917年十月革命及其后的苏俄（苏联）的建立为这种支持提供了现实基础；而社会党认同马克思主义，但拒绝具有暴力革命倾向的列宁主义理论。在二战以后，这些分裂更向深层次发展。社会党开始进一步修正和远离经典的马克思主义理论；而在各国共产党间也发生了分裂，其中尤其以意大利共产党和西班牙共产党为代表的西欧地区共产党提出了欧洲共产主义学说，淡化原先学说中的列宁主义色彩，试图摆脱斯大林主义对其名声的影响。
民主集中制是最初由列宁提出的思想：由党员定期选举产生党代表，再由党代表定期选举产生中央领导机构，全体党员服从党中央的一切命令。在后来的诸多社会主义阵营国家，党代会选举产生中央委员会，再由中央委员会选举产生政治局和政治局常务委员会（部分党没有设立常务委员会，如苏共），全体党员服从政治局的一切命令。但是，从世界各个国家的共产党的党史上来看，纯粹依据此原则的组织可能会破坏民主的选举方式。事实上，很多时候实际情况倒了过来，政治局把握了所有的权力，压制住了中央委员会和党代会，选举的候选人变成了只由政治局内定而不能由下面的选举人毛遂自荐或联名提名；另外，下级无条件地服从上级，也严重干预了个人自由。吸取历史教训后，欧美发达国家的共产党只适当采用民主集中制，而不是完全采用；把权力分散化，政治局只拥有一部分权力。
中国共产党中央委员会主席毛泽东认为：共产党是工人阶级先锋队，随着阶级的消灭，共产党也就消失了。这与西方资产阶级政党观点不同，西方资本主义世界认为，政党是政府与选民的桥梁，任何政党都可能长期存在。
在斯大林时期，世界上所有的共产党几乎都受到了苏联共产党的影响甚至直接领导，中國共產黨方面由于毛泽东的影响力较为独立。在30年代，斯大林实现了对他的反对者的清洗。其中著名的反对者托洛茨基在被排挤出共产国际以后重新组建了第四国际，托的追随者在中国被简称为“托派”。

### 冷戰時代
二战以后，在中东欧，苏联帮助并建立了大量由当地原有左派政党和共产党合并组成的共产党。这些共产党在1940年代末普遍获得了政权。并建立了和苏联相似的政治经济体系。只有南斯拉夫共产党和阿尔巴尼亚共产党不属于这种由苏联“扶植”起来的类型。但是，后两者走上了完全不同的两条道路，前者采用了分权的政治经济模式，而后者则坚持斯大林体制。
在亚洲方面，1949年中华人民共和国的建立是亚洲共产运动的标志性事件。由于亚洲各地历史发展进程的复杂性，亚洲各地（尤其是取得政权的）共产党在与苏联和苏共保持关系的同时也具有更强的自主意识。
60-70年代，不少第三世界国家也声称自己要走的“社会主义”道路，其领导人也建立了类似苏联的政治政党体制。但是与中东欧和苏联的政治体制相比，这些国家的政治体制更多与领导人的个人能力联系在一起而缺乏比较完善的共产党政治体系。所以，尽管这些国家被归入广泛意義上的共产党国家，但是从严格意义上来说，他们的政治体制并不是经典的共产党一党体制。
1989年到1991年间，大量的中东欧地区的共产党丧失了政权。这一过程，在有的国家是和平进行的，比如波兰和匈牙利，前捷克斯洛伐克和保加利亚，但在罗马尼亚等国则发生了严重的流血枪战过程。不久，一些由“共产党”执政的“第三世界国家”的领导人也宣布放弃共产主义意识形态并接受了多党制大选，如贝宁、刚果（布）、安哥拉、莫桑比克。

### 冷戰結束以後的共產黨狀況
如今，多数国家中都有共產黨存在 （有些政党虽奉行共产主义意识形态，但並非以共產黨名之，如劳动人民进步党、比利时工人党、人民先锋党、巴拿马人民党、罗马尼亚社会党等）。很多国家同时有数个共产党并存。例如在希腊一国境内，就有希腊共产党、争取行动左翼联合运动、希腊共产主义组织、争取1918年—1955年的希腊共产党重组运动、希腊共产党（马列）、希腊马列主义共产党、争取希腊共产党重建组织、争取共产主义解放新左翼潮流等众多共产党。一些共产党强调工人阶级政党的属性，致力于在本国民主传统的基础上，建立工人民主政权，如希腊共产党、葡萄牙共产党等；有些共产党则改写了列寧主義中關於「暴力推翻薄弱的資產階級政權建立無產階級專政」的主張，强调人權和民主的理念，如法國共產黨、西班牙共产党、意大利的重建共產黨等。
在一些东方国家中，也存在着形形色色的共产党。在這些“共產黨”中，有些依然秉持馬列主義對共產主義及資本主義的態度，甚至展開針對現有政權的武裝鬥爭；有些則对馬克思主義进行了较多改造，其中中華人民共和國、老撾人民民主共和國、越南社會主義共和國不再实行计划经济而推行市场经济。
另外，冷戰時代由共產黨掌握政權的國家的在劇變中喪失政權的共產黨，1990年代走上了不同的道路。有的完全消失，如羅馬尼亞共產黨；有的仿造原西歐地區的共產黨，改變綱領甚至名字成為與社會黨相差無幾，甚至更傾向中立立場的左翼政黨，在所在國家或者地區繼續發揮著巨大的作用，如匈牙利社会主义工人党改組的匈牙利社会党、保加利亚共产党改组的保加利亚社会党等，在多党政治下長時間處於執政的地位；有的則採用了民族主義的政策，演變為親民族主義的政黨，如前南斯拉夫聯盟共和國的塞爾維亞社會黨，1990年代在俄羅斯政治生活中發揮重要影響的由蘇聯共產党和俄罗斯苏维埃联邦社会主义共和国共产党殘餘力量改組的俄羅斯联邦共產黨也被認為有比較濃厚的民族主義色彩；有的虽改旗易帜，却繼續长期進行一党專政，如由原土库曼共产党改組的土庫曼斯坦民主党，而中國共產黨則以多黨合作，共产党領導之方式以規避一黨專政之名，但實質不變。此外，原中東歐地區還有一些完全堅持正統馬列主義的小黨，但被認為對當地沒有产生很大的影響。
在一些发展中国家，有一些以「毛主义」为理论的共產黨政治力量，如尼泊尔共产党（毛主义中心）、孟加拉国工人党等。其中尼泊尔共产党（毛主义中心）影響力很大，該黨傳承了中國共產黨前領袖毛澤東關於遊擊戰的思想，曾发动“人民战争”威逼国王下台，并通过全国自由普选获得执政权。尼泊尔另外一個類似歐洲共產主義政黨的尼泊爾共產黨（联合马列），也曾三度掌握政府首脑的職位，兩個政黨之間无论在议会政治还是街头政治既有分歧也有合作。
總體来说，欧美发达国家的大部分共产党都具有现代民主政治理念，强调“没有民主就没有社会主义”。但世界上仍有一些国家的共产党坚持斯大林主义，还有一些毛派和霍查派政党被所在国当局列为恐怖组织（如菲律宾共产党、印度共产党（毛主义）、秘鲁共产党 (光辉道路)和土耳其的马列主义共产党）。
目前共产党在以下国家为非法组织：爱沙尼亚、拉脱维亚、立陶宛、乌克兰、哈萨克斯坦、土库曼斯坦、印度尼西亚、韩国、新加坡、馬來西亞、緬甸，但在这些国家中仍有一些未对外公开自称为共产党而实质为共产党的合法政党存在，如拉脱维亚社会党、立陶宛的社会主义人民阵线。

## 目前的执政共产党

現今由共產黨執政的國家

中华人民共和国、越南社會主義共和國、寮人民民主共和國、古巴共和國、朝鲜民主主义人民共和国（有爭議），共产党以执政党的地位统治国家。它的性质是一党制或者一黨優勢制，由共产党完全掌握軍政大權。然而这些共产党在内外政策上相互之间也有极大不同。
中国共產黨、越南共產黨、老挝人民革命黨在1980年代选择了“社会主义市场经济”的经济体制，在军政上保持了共产党對國家的絕對控制权力。其中有的政党相应在理论上做出了修改了适应新的经济情况。典型的如中国共产党先后提出的邓小平理论、“三个代表”重要思想等，称这些理论是“马克思列宁主义在新时代下的发展”，在这3个社會主義国家，执政党采取的经济实用主义政策逐渐起到了经济進步的作用，如1980年代的中国农村地区，1990年代中期以前的中国城市地区，1990年代后期到2003年以前中国经济出现过热前的大部分大城市居民，包括自革新开放以来的大部分越南民众等等。 
古巴共产党在1990年代经济极端困难的情况下执行了一些经济上的自由政策，在一定程度上改善了经济，而且在一些经济政策上学习借鉴中国和越南，逐步改善人民生活。在古巴共产党的纲领中，党的指导思想表述为“馬克思列寧主義、马蒂思想”。
1991年以来，塔吉克斯坦共产党、圭亚那的人民进步党/公民、尼泊爾共產黨（聯合馬列）、摩尔多瓦共和国共产党人党、塞浦路斯的勞動人民進步黨、尼泊尔共产党（毛主義）、圣马力诺的联合左翼、尼泊尔共产党 (2018年)、自由秘鲁、斯里兰卡的人民解放阵线等多党制國家的共产党先后通过民主选举上台执政。

## 目前执政的共产党列表
| 肖像                                       | 政党领袖                                 | 政党首脑职务名称                         | 执政党名称                               | 意识形态 | 其他公职                                        | 党旗                                     | 党徽                                     | 国旗                                     | 国徽                                     |
| 受到广泛承认的由共产党执政的社会主义国家   | 受到广泛承认的由共产党执政的社会主义国家 | 受到广泛承认的由共产党执政的社会主义国家 | 受到广泛承认的由共产党执政的社会主义国家 | 受到广泛承认的由共产党执政的社会主义国家                                                                                          | 受到广泛承认的由共产党执政的社会主义国家        | 受到广泛承认的由共产党执政的社会主义国家 | 受到广泛承认的由共产党执政的社会主义国家 | 受到广泛承认的由共产党执政的社会主义国家 | 受到广泛承认的由共产党执政的社会主义国家 |
| ------------------------------------------ | ---------------------------------------- | ---------------------------------------- | ---------------------------------------- | --- | ----------------------------------------------- | ---------------------------------------- | ---------------------------------------- | ---------------------------------------- | ---------------------------------------- |
|                                            | 习近平                                   | 中国共产党中央委员会总书记               | 中国共产党                               | 共产主义 马克思列宁主义 毛泽东思想 中国特色社会主义（邓小平理论、三个代表重要思想、科学发展观、习近平新时代中国特色社会主义思想） | 中华人民共和国主席 中国共产党中央军事委员会主席 |                                          |                                          |                                          |                                          |
|                                            | 蘇林                                     | 越南共产党中央委员会总书记               | 越南共产党                               | 共产主义 马克思列宁主义 胡志明思想                                                                                                | 越南共产党中央军事委员会书记                    |                                          |                                          |                                          |                                          |
|                                            | 通伦·西苏里                              | 老挝人民革命党中央委员会总书记           | 老挝人民革命党                           | 共产主义 马克思列宁主义 凯山·丰威汉思想                                                                                           | 老挝人民民主共和国主席                          |                                          |                                          |                                          |                                          |
|                                            | 米格尔·迪亚斯-卡内尔                     | 古巴共产党中央委员会第一书记             | 古巴共產黨                               | 共产主义 马克思列宁主义 马蒂思想                                                                                                  | 古巴共和国主席                                  |                                          |                                          |                                          |                                          |
| 由存在性质争议的“共产党”执政的社会主义国家 |                                          |                                          |                                          | |                                                 |                                          |                                          |                                          |                                          |
|                                            | 金正恩                                   | 朝鮮勞動黨總書記                         | 朝鲜劳动党                               | 金日成金正日主义 | 朝鲜民主主义人民共和国武装力量最高司令官        |                                          |                                          |                                          |                                          |
| 共产党执政的民主国家                       |                                          |                                          |                                          | |                                                 |                                          |                                          |                                          |                                          |
|                                            | 卡德加·普拉萨德·夏尔马·奥利              | 尼泊尔共产党（联合马列）中央委员会主席   | 尼泊尔共产党（联合马列）                 | 共产主义 马克思列宁主义 人民多党民主                                                                                              | 尼泊尔总理                                      |                                          |                                          |                                          |                                          |
|                                            | 阿努拉·库马拉·迪萨纳亚克                 | 人民解放阵线领袖                         | 人民解放阵线                             | 共产主义 马克思列宁主义 | 斯里兰卡总统                                    |                                          |                                          |                                          |                                          |